# José Mercedes Gamas 2.ª Sección
José Mercedes Gamas 2.ª Sección es una localidad del municipio de Huimanguillo ubicado en la subregión de la Chontalpa del estado mexicano de Tabasco.

## Geografía
La localidad de José Mercedes Gamas 2.ª Sección se sitúa en las coordenadas geográficas 17°44′25″N 93°33′50″O / 17.740278, -93.563889, a una elevación de 28 metros sobre el nivel del mar.

## Demografía
Según el Conteo de Población y Vivienda 2020, efectuado por el Instituto Nacional de Estadística y Geografía, la localidad de José Mercedes Gamas 2.ª Sección tiene 237 habitantes, de los cuales 107 son del sexo masculino y 130 del sexo femenino. Su tasa de fecundidad es de 2.6 hijos por mujer y tiene 70 viviendas particulares habitadas.
| Gráfica de evolución demográfica de José Mercedes Gamas 2.ª Sección entre 1960 y 2020 |
|                                                                                       |
| INEGI.                                                                                |